# Atarba (Atarba) scutata
Atarba (Atarba) scutata is een tweevleugelige uit de familie steltmuggen (Limoniidae). De soort komt voor in het Neotropisch gebied.